# Sopwith Wallaby
Il Sopwith Wallaby fu un aereo monomotore biplano sviluppato dall'azienda aeronautica britannica Sopwith Aviation Company nei tardi anni dieci del XX secolo.
Realizzato inizialmente come aereo da competizione, venne in seguito trasformato in Australia come aereo di linea dove operò nelle compagnie aeree Australian Aerial Services e Larkin Aircraft Supply Company (LASCO).

## Storia del progetto
Nel marzo 1919 il governo australiano decise di mettere in palio un premio di £. 10 000 per chi fosse stato in grado di compiere con successo una trasvolata che collegasse l'Inghilterra con il proprio paese. Benché si presentasse un'impresa difficile, grazie all'intraprendenza di alcuni aviatori reduci dalla prima guerra mondiale ed in attesa di ritornare in Australia ed alla disponibilità di numerosi velivoli surplus, si crearono sei equipaggi disposti a tentare.
Per l'occasione la Sopwith Aviation Company decise di sviluppare un velivolo adatto alla competizione che identificò con il nome di Wallaby e che venne immatricolato G-EAKS.

## Impiego operativo
Il Wallaby partì dall'aerodromo di Hounslow Heath (Hounslow) il 21 ottobre 1919 con destinazione Port Darwin, Australia, condotto dall'equipaggio formato dal capitano G. C. Matthews e dall'ingegnere di bordo sergente T. Kay. Il volo fu funestato da diversi problemi, di carattere tecnico e politico, e terminò il 17 aprile 1920 quando l'equipaggio fu costretto ad abbandonare la competizione a causa di un incidente in fase di atterraggio a Gerokgak, sull'isola di Bali, a quel tempo territorio delle Indie Orientali Olandesi.
Il velivolo venne comunque recuperato e trasportato via mare in Australia dove venne ricostruito dotandolo di uno scompartimento passeggeri da otto posti a sedere. Immatricolato G-AUDU venne utilizzato dalla compagnia aerea Australian Aerial Services fino al 1923, quando venne acquistato dalla Larkin Aircraft Supply Company (LASCO). Questa lo utilizzò fino all'ottobre 1928 quando a causa di un atterraggio forzato ad ovest di Bowing, nel Nuovo Galles del Sud, rimase danneggiato. Il velivolo venne definitivamente radiato il successivo dicembre.

## Utilizzatori
Australia
- Australian Aerial Services
- Larkin Aircraft Supply Company

### Pubblicazioni
- Sopwith (Australia) Transport Machine (PDF), in Flight, XI, n. 42, 16 ottobre 1919,  pp. 1362-1367, No. 564. URL consultato il 13 gennaio 2011.